# Jan Gerritsz. van Bronckhorst
Jan Gerritsz. van Bronckhorst (ur. 1603 w Utrechcie, poch. 22 grudnia 1661 w Amsterdamie) – holenderski malarz i miedziorytnik.

## Życiorys
Syn Gerrita Jacobszoona van Bronckhorsta. Pierwotnie kształcił się i tworzył jako witrażysta. Pracował wówczas we Francji, w Arras (ok. 1620 roku) i w Paryżu w latach 1620–1622. W 1622 roku powrócił do miasta rodzinnego; w 1639 został przyjęty do gildii św. Łukasza w Utrechcie. Od 1647 roku pracował w Amsterdamie.
Jego prace to głównie sceny rodzajowe, z wyraźnymi wpływami stylu malarzy z kręgu caravaggionistów utrechckich.